# Basilika vom Heiligen Haus in Loreto

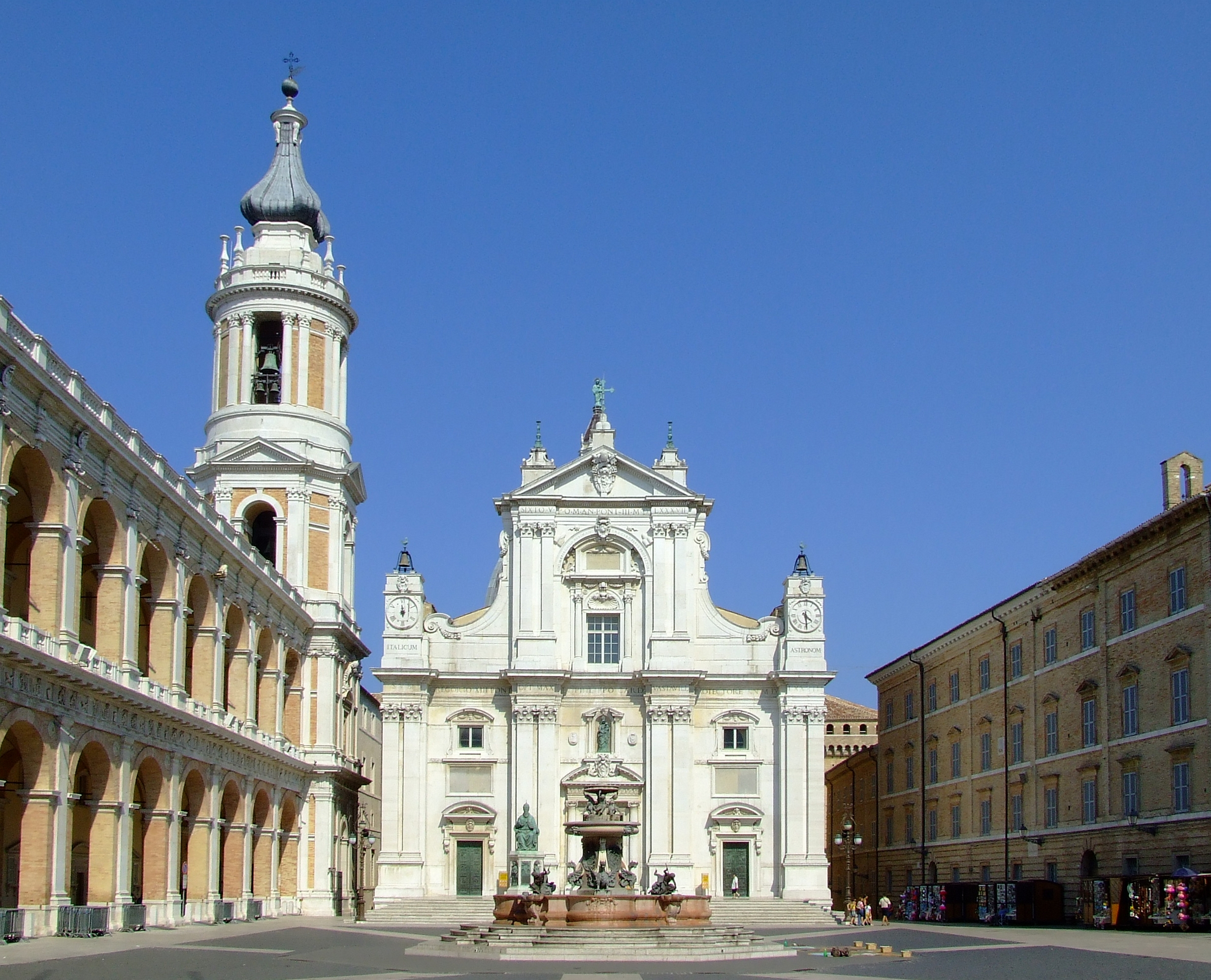
Basilika vom Heiligen Haus in Loreto

Die Basilika vom Heiligen Haus in Loreto (Santuario Basilica Pontificia della Santa Casa di Loreto) ist eine römisch-katholische Wallfahrtskirche in Loreto in den italienischen Marken bei Ancona an der Adria. Sie ist eine päpstliche Basilika, ein Internationales Heiligtum und die Kathedrale der Territorialprälatur Loreto.

## Das Heilige Haus

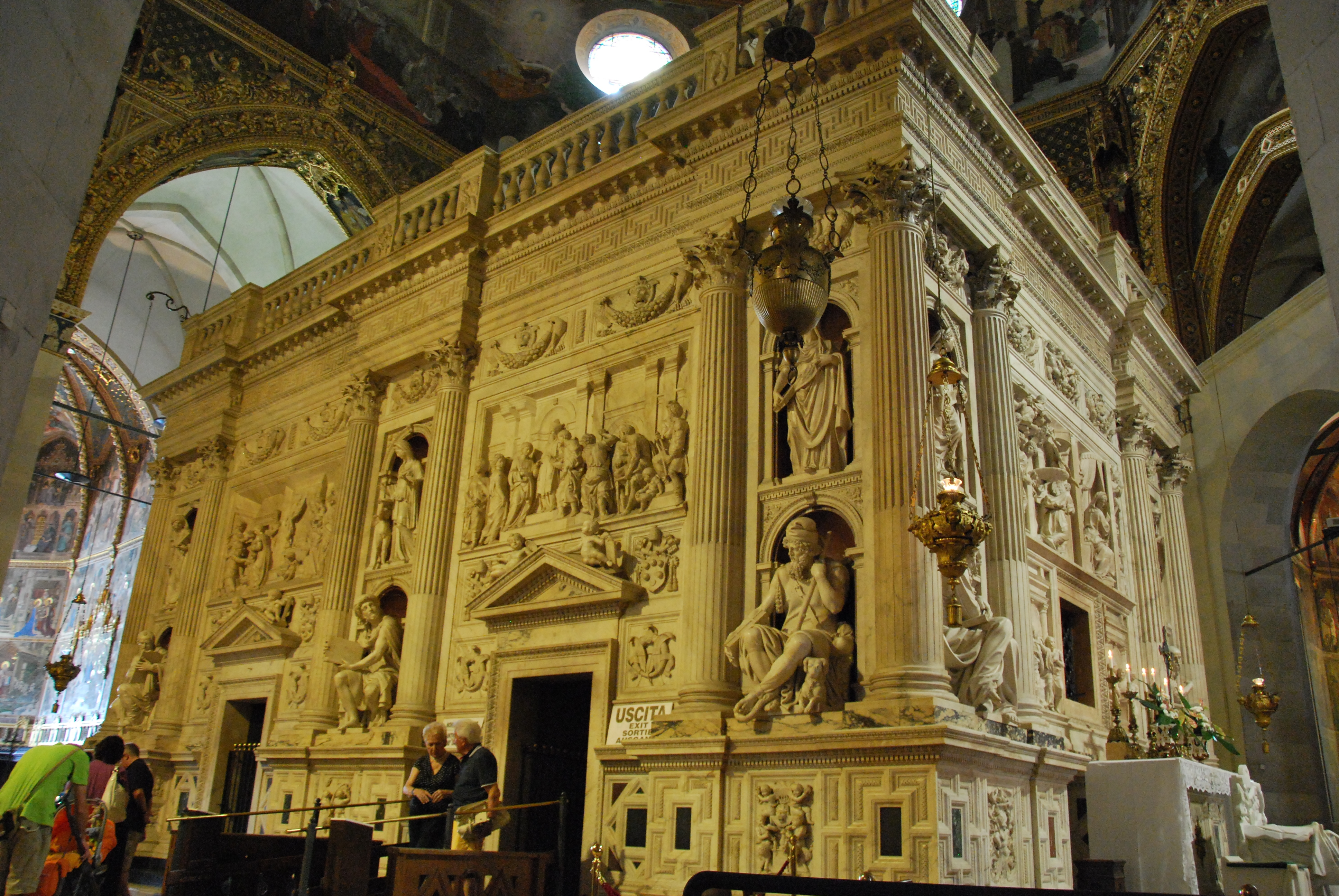
Das Heilige Haus in der Basilika

Nachdem die Kreuzfahrer das Heilige Land verloren hatten, übertrugen der Legende zufolge Engel das Haus der Heiligen Familie von Nazareth über Illyrien nach Loreto. Bald entwickelte sich das Heilige Haus von Loreto zur beliebten Wallfahrtsstätte der Loretowallfahrt.
Das Heilige Haus von Loreto ist der Legende nach das Haus, in dem Maria, die Mutter Jesu, aufwuchs und in dem sich die Verkündigung des Herrn ereignete. Es befindet sich mit einer figurenreichen Renaissanceverkleidung in der Basilika und macht diese als Ziel der Loretowallfahrt zum zweitwichtigsten Wallfahrtsort in Italien. Das Haus ist 9,25 Meter lang, 4,1 Meter breit und 5 Meter hoch. Die Decke des Innenraumes besteht aus einem Tonnengewölbe. Ein einziges kleines Fenster, das „Engelsfenster“, spendet etwas Licht. Durch dieses Fenster gelangte der Überlieferung zufolge der Erzengel Gabriel ins Haus.
Das Heilige Haus, das nur drei Wände hat, soll mit der vierten Seite genau an den Eingang der Grotte unter der Verkündigungsbasilika in Nazareth passen. Im Jahr 1263 wurde Nazareth von den Mameluken erobert und die Verkündigungsbasilika auf Befehl des Sultans Baibars I. zerstört. Ihre Überreste blieben jedoch noch weiterhin Ziel von Wallfahrern. Erst 1291, als durch den Fall von Akkon die letzte bedeutsame Bastion des Königreichs Jerusalem verlorenging und die Kreuzfahrer aus den verbliebenen Siedlungen und den Burgen entlang der Küste des Heiligen Landes vertrieben wurden, endeten auch die Pilgerbesuche in Nazareth. Damals wurden zahlreiche Reliquien, so auch Erde vom Berg Golgatha (für den Camposanto Monumentale in Pisa) nach Europa verschifft. In einem Mitgiftverzeichnis des Ehevertrages der Prinzessin Thamar Angelina Komnene von Epirus mit dem französischen Königssohn Philipp I. von Tarent von 1294 sind die „heiligen Steine, die aus dem Haus Unserer Lieben Frau, der Gottesgebärerin und Jungfrau weggenommen worden sind“ aufgeführt. Sie wären demnach 1291 in das illyrische Epirus, gemäß der Legende nach Trsat im heutigen Kroatien, und nach der Eheschließung 1294 auf die gegenüberliegende Adriaküste in den Kirchenstaat gelangt und in Loreto wieder aufgebaut worden. Untersuchungen der Steine zeigten Graffiti mit aus hebräischen Buchstaben entwickelten christlichen Monogrammen, wie sie auch aus Jerusalem bekannt sind. Zwischen dem Mörtel hat man als Votivgaben Münzen des Herzogtums Athen, fünf rote Stoffkreuze, wie sie die Kreuzritter an ihre Mäntel nähten, sowie Schalen von Straußeneiern (Symbol für die Jungfräulichkeit) gefunden. Der Familienname „Angelos“ der Despotendynastie von Epirus bedeutet im Griechischen wie im Lateinischen „Engel“.
Das Heilige Haus wurde durch aufgesetzte Ziegelsteinlagen erheblich erhöht, an denen noch spärliche Reste von Fresken zu sehen sind. Um das eigentliche Marienhaus herum ließ Papst Julius II. nach Plänen von Donato Bramante im Jahr 1507 eine Marmorverkleidung errichten, die Darstellungen der Herrlichkeit Mariens trägt und zu den herausragenden Kunstwerken der italienischen Renaissance zählt.
Auch die Bezeichnung der Lauretanischen Litanei (Litanei von Loreto) ist vom Namen des Ortes abgeleitet. Im deutschen Sprachraum gibt es zahlreiche Loretokapellen, die dem Heiligen Haus von Loreto nachempfunden sind.

## Basilika
Das Heilige Haus wurde in Loreto zunächst mit einer kleinen Kirche überbaut. 1468 begann dann, unter Beteiligung der bedeutendsten italienischen Architekten und Künstler, die Errichtung der heutigen kreuzförmigen Kuppelbasilika in Formen der Nachgotik und der Renaissance. Papst Paul II., der 1464 als Kardinal in Loreto selbst durch ein Wunder geheilt worden sein soll, förderte den Bau persönlich. Mit der repräsentativen Fassade war die Kirche 1587 vollendet. Der 75 Meter hohe Campanile wurde 1750 bis 1754 hinzugefügt. Den westlichen Vorplatz mit einem barocken Brunnen rahmen zwei Gebäudeflügel mit Doppelarkaden.

## Orgel

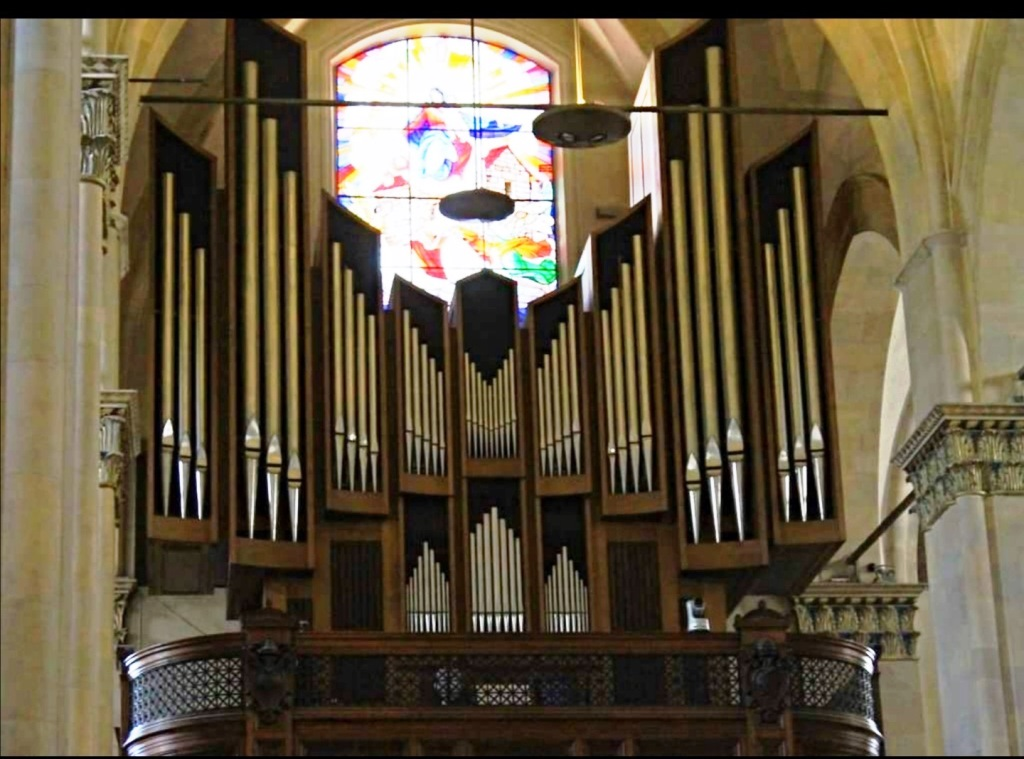
Orgel

Die Orgel wurde 1995 von der Orgelbaufirma Mascioni installiert. Das Instrument hat 56 Register auf drei Manualen und Pedal. Die Spieltrakturen sind mechanisch, die Registertrakturen sind elektrisch.
| I Positivo corale C-c |       |
| Bordone               | 16′   |
| Principale            | 8′    |
| Flauto a camino       | 8′    |
| Ottava                | 4′    |
| Flauto in VIII        | 4′    |
| Sesquialtera II       | 2 ⁄3′ |
| Quintadecima          | 2′    |
| Decimanona            | 1 ⁄3′ |
| Vigesimaseconda       | 1′    |
| Ripieno IV            | 1 ⁄3′ |
| Cromorno              | 8′    |
| Voce Umana            | 8′    |
| Tremolo               |       |

| II Grand'Organo C-c |        |
| Principale          | 16′    |
| Principale I        | 8′     |
| Principale II       | 8′     |
| Quinta              | 5 1⁄3′ |
| Ottava              | 4′     |
| Terza               | 3 1⁄5′ |
| Duodecima           | 2 ⁄3′  |
| Quintadecima        | 2′     |
| Ripieno II-IV       |        |
| Ripieno VI          |        |
| Flauto              | 8′     |
| Flauto a camino     | 4′     |
| Cornetto V          | 8′     |
| Tromba              | 16′    |
| Tromba              | 8′     |
| Chiarina            | 4′     |

| III Espressivo C-c |       |
| Principale         | 8′    |
| Bordone            | 8′    |
| Gamba              | 8′    |
| Voce flebile II    | 8′    |
| Ottava             | 4′    |
| Flauto armonico    | 4′    |
| Flauto in XII      | 2 ⁄3′ |
| Flauto in XV       | 2′    |
| Mistura III-V      | 2′    |
| Flauto in XVII     | 1 ⁄3′ |
| Flauto in XIX      | 1 ⁄3′ |
| Controfagotto      | 16′   |
| Tromba armonica    | 8′    |
| Oboe               | 8′    |
| Voci corali        | 8′    |
| Tremolo            |       |

| Pedale C-c      |         |
| Contrabbasso    | 16′     |
| Subbasso        | 16′     |
| Gran Quinta     | 10 1⁄3′ |
| Principale      | 8′      |
| Flauto conico   | 8′      |
| Sesquialtera II | 5 1⁄3′  |
| Ottava          | 4′      |
| Flauto          | 2′      |
| Ripieno IV      | 2 ⁄3′   |
| Controbombarda  | 32′     |
| Trombone        | 16′     |
| Tromba          | 8′      |
| Tromba          | 4′      |

## Gedenktag
Am 7. Oktober 2019 führte die Gottesdienstkongregation den Marien-Gedenktag „Unsere Liebe Frau von Loreto“ am 10. Dezember wieder ein.